# Monticello AVA
Monticello AVA (anerkannt seit dem 23. Januar 1984) ist ein Weinbaugebiet im US-Bundesstaat Virginia. Das Gebiet liegt in den Verwaltungsgebieten Albemarle County, Greene County, Orange County und Nelson County.  Die American Viticultural Area (AVA) liegt in den östlichen Ausläufern der Blue Ridge Mountains. Die geschützte Herkunftsbezeichnung wurde durch das Bureau of Alcohol, Tobacco, Firearms and Explosives anerkannt.
Von den fast 30 bekannten Rebsorten der Region sind die Sorten Cabernet Franc, Chardonnay und Viognier bedeutendsten. Durch die noch junge Geschichte des Weinbaus werden jedoch noch viele Versuche unternommen, um die geeignetsten Sorten und Lagen zu finden. 

## Geschichte
Erste Aufzeichnungen zum Weinbau in der Region stammen aus den späten 1780er Jahren, als  Thomas Jefferson den Italiener Phillip Mazzei mit der Aufgabe des Weinmachers beauftragte. Die ersten Versuche mit vornehmlich italienischen Rebsorten waren jedoch nicht sehr erfolgreich. Bis zur Zeit der Prohibition existierte ein bescheidener Weinbau in der Region, der erst wieder in den 1970er Jahren wiederbelebt wurde. 
Insbesondere die italienische Familie Zonin setzte mit dem Weingut Barboursville Vineyards in Orange County neue Impulse.